# 加拿大地理

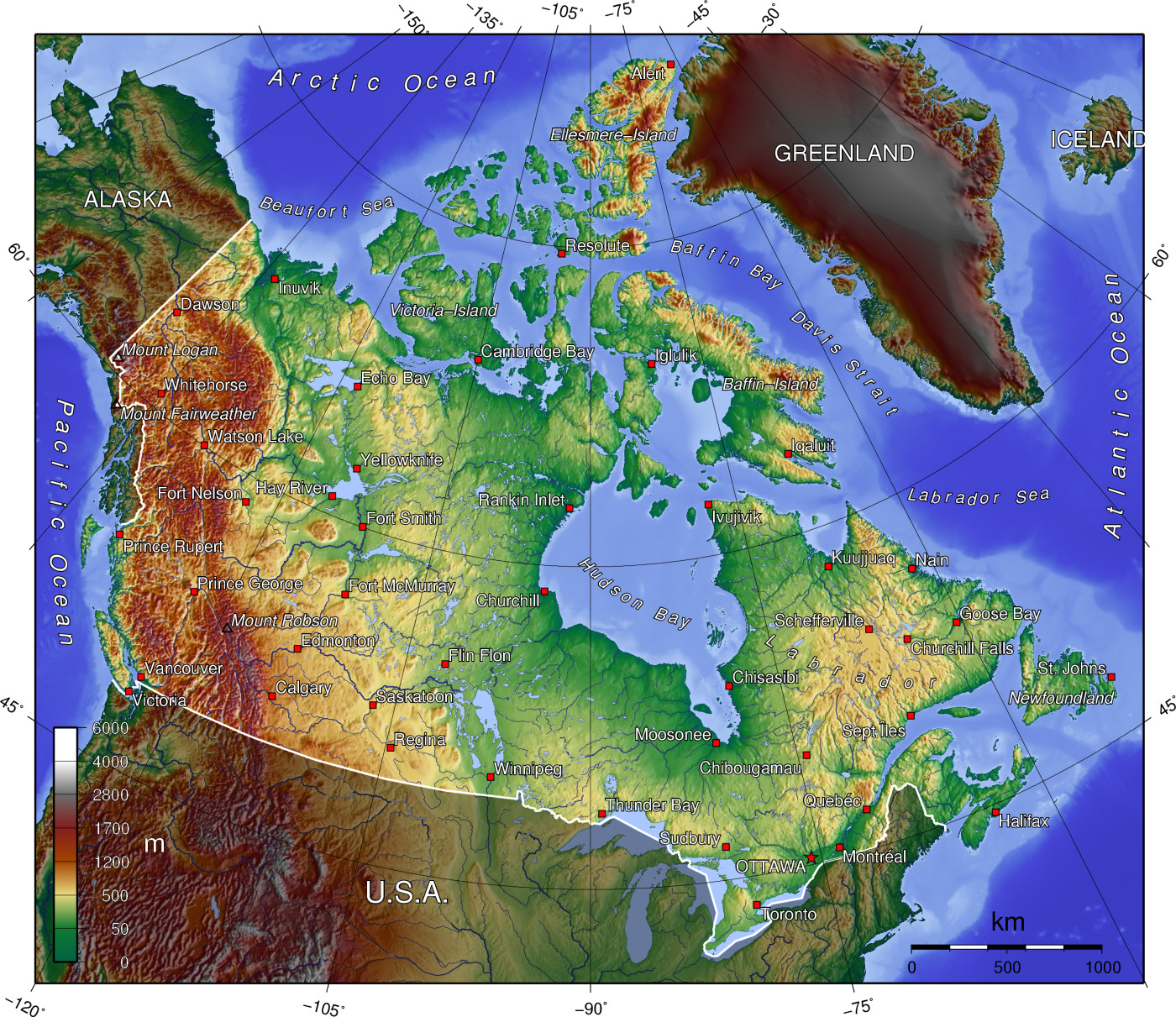
加拿大地形圖

加拿大地處北美洲，是世界面積第二大的國家，僅次于俄羅斯。國土面積達9,984,670平方公里。相當于俄羅斯的五分之三、澳大利亚的1.3倍、略小于歐洲、英國的40倍。但如果不計河流、湖泊等水域面積的話，加拿大面積小于美國和中國，是世界陸地面積第四大的國家。加拿大國土自太平洋東岸伸延至大西洋西岸。（加拿大的國家格言就是從海洋到海洋）。在陸地上南部與美國相鄰，西北的育空地區及卑詩省與美國的阿拉斯加接壤。東北部與格陵蘭接壤。
加拿大東部被分爲北方的寒帶森林地帶和苔原的加拿大地盾與哈得孫灣地帶，南方有土地非常肥沃以及人口稠密的聖勞倫斯河峽谷。中部大部份是平原和草原。西部主要是地勢崎岖的落磯山脈。加拿大湖泊數量很多，主要分布在北部地區。加拿大的淡水資源佔世界淡水資源的20％。
廣闊的北方主要是極地氣候的低地，所以很少人居住。大多數人口聚居地位于相對溫暖的南部，更多的集中在東南部，人口超百万的城市基本上都在距离美加边境100公里内。規模較大的城市有安大略省的多倫多、魁北克省的蒙特利尔、不列顛哥倫比亞省的溫哥華、安大略省的渥太華、艾伯塔省的卡爾加里等。